# Перев лист
„Перев лист“ е български вестник, издание на Прилепското братство в София.
Излиза само 1 брой на 2 ноември 1942 година по случай „Пере-Тошовото възпоменателно утро“, организирано от братството на същата дата. Съдържа биография и характеристика на видния деец на Вътрешната македоно-одринска революционна организация Пере Тошев.